# Trachelipus kervillei
Trachelipus kervillei là một loài chân đều trong họ Trachelipodidae. Loài này được Arcangeli miêu tả khoa học năm 1939.